# Agave chiapensis

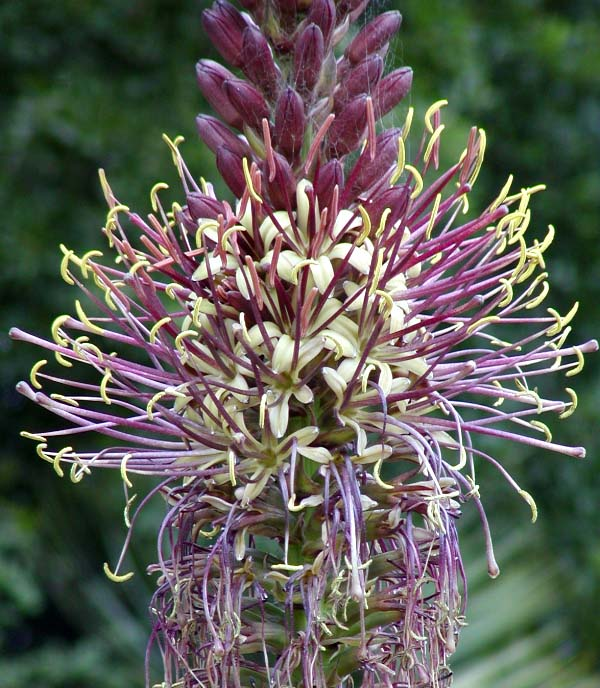
A. chiapensis Chiapas.

Agave chiapensis és una espècie de planta crassa originària de Mèxic concretament de l'estat de Chiapas.

## Descripció
És una planta que té les dents dels marges deltoides disposats cada 3 a 4 mil·límetres. La tija floral fa uns 2 metres de llargada. Les flors són de color groc i fan de 60 a 70 mm de llargada.

## Taxonomia
chiapensis: epítet específic que fa referència a Chiapas.
Sinònims
- Agave teopiscana Matuda
- Agave polyacantha[1][2]